# Magdalena Czachorowska
Magdalena Czachorowska – polska filolog, dr hab. nauk humanistycznych, profesor i kierownik Katedry Językoznawstwa Synchronicznego, Diachronicznego i Kulturowego, oraz dziekan Wydziału Językoznawstwa Uniwersytetu Kazimierza Wielkiego.

## Życiorys
9 października 1997 obroniła pracę doktorską System antroponimiczny w Wielkopolskich Rotach Sądowych XIV i XV wieku, 26 listopada 2007 uzyskała stopień doktora habilitowanego. 25 października 2019 uzyskała tytuł profesora nauk humanistycznych. Została zatrudniona na stanowisku profesora uczelni w Instytucie Filologii Polskiej i Kulturoznawstwa na Wydziale Językoznawstwa Uniwersytetu Kazimierza Wielkiego.
Była profesorem nadzwyczajnym i dyrektorem w Instytucie Filologii Polskiej na Wydziale Humanistycznym Uniwersytetu Kazimierza Wielkiego.
Jest profesorem, kierownikiem w Katedrze Językoznawstwa Synchronicznego, Diachronicznego i Kulturowego, oraz dziekanem na Wydziale Językoznawstwa Uniwersytetu Kazimierza Wielkiego.